# Scotia Gilroy
Scotia Victoria Gilroy – kanadyjska akordeonistka, założycielka zespołu Vladimirska.

## Życiorys
Urodzona w Vancouver. W Krakowie mieszka od 2000 roku. Studiowała literaturę angielską na Simon Fraser University w Kanadzie. W Polsce była lektorką języka angielskiego na Uniwersytecie Jagiellońskim. Zajmuje się redakcją książek dla wydawnictwa uniwersyteckiego. Tłumaczy na angielski dla licznych instytucji kulturalnych i wydawnictw oraz redaguje „Ad Americam” – Zeszyty Naukowe Katedry Amerykanistyki UJ. Jej utwory ukazały się m.in. w antologii Warsaw Tales i berlińskim piśmie „Bordercrossing Berlin”. W edycji 2016/2017 roku została jednym ze zwycięzców programu mentorskiego National Centre of Writing. Jej mentorem została Antonia Lloyd-Jones. 